# Wyższa Szkoła Medyczna w Legnicy
Wyższa Szkoła Medyczna w Legnicy – polska uczelnia niepubliczna w Legnicy.
Uczelnia została utworzona w dniu 1 kwietnia 2004 roku.

## Program dydaktyczny
Obecnie (r. akad. 2013/14) Uczelnia daje możliwość podjęcia studiów pierwszego stopnia na dwóch kierunkach: Pielęgniarstwo i Ratownictwo medyczne oraz drugiego stopnia na kierunku Pielęgniarstwo. Od 2013 odbywa się również kształcenie na kierunku Pielęgniarstwo w Zamiejscowym Wydziale Pielęgniarstwa we Wrocławiu powołanym 8 lipca 2013 roku decyzją Ministra Nauki i Szkolnictwa Wyższego. Dodatkowo Szkoła prowadzi również studia podyplomowe oraz kursy specjalistyczne.

## Władze uczelni
- Rektor: dr Ryszard Pękała
- Prorektor ds rozwoju: prof. dr hab. Zbigniew Rykowski
- Kanclerz: mgr Aleksander Pękała